# Dmitrij Janiszewski
Dmitrij Erastowicz Janiszewski (ros. Дмитрий Эрастович (Ерастович) Янишевский; ur. 5 lutego 1875 w Kazaniu, zm. 22 grudnia 1944 w Leningradzie) – rosyjski biolog i botanik. W 1924 opisał ruderalny gatunek rośliny – konopie dzikie, nadając mu nazwę Cannabis ruderalis Janisch. 